# Chr. Hansen
Chr. Hansen é uma empresa multinacional Dinamarquesa que atua no ramo da biociência.
Foi fundada em 1874 pelo farmacêutico dinamarquês  Christian D.A. Hansene sua sede fica na cidade de Hørsholm na Dinamarca.

## Produção
Ela atua na fabricação de produtos para as indústrias de alimentos, agrícola, farmacêutica e de nutrição.
A empresa tem três divisões:
- Food Cultures & Enzymes[3]
  - Atua na produção de culturas microbiológicas, enzimas e probióticos para a indústria de alimentos e laticínios.[3]
- Health & Nutrition[3]
  - Atua no desenvolvimento, produção e venda de produtos para o suplemento dietético, medicamentos sem receita médica, fórmulas para lactentes,[3] inoculantes para silagem e probióticos para animais.[4]
- Natural Colors[3]
  - Produz soluções de corantes alimentares para a indústria de alimentos e bebidas, em especial a bebida, confeitaria, sorvetes, laticínios.[5]

A Chr. Hansen possui centros de produção na Dinamarca, Estados Unidos, França, Alemanha,Itália, Brasil e Argentina.

## No Brasil
E em território Brasileiro, a companhia atua desde 1977 e possui uma filial na cidade de Valinhos no estado de São Paulo.